# Chilotrogus merkli
Chilotrogus merkli är en skalbaggsart som beskrevs av Keith 2005. Chilotrogus merkli ingår i släktet Chilotrogus och familjen Melolonthidae. Inga underarter finns listade i Catalogue of Life.